# Ledipasvir/sofosbuvir
Ledipasvir/Sofosbuvir (nombre comercial Harvoni) es una combinación de dos fármacos para el tratamiento de la hepatitis C.
El Ledipasvir es un inhibidor específico de la proteína NS5A y el Sofosbuvir es un inhibidor nucleótido de la polimerasa NS5B.
La combinación se administra como una sola píldora diaria, que contiene 90 mg de Ledipasvir y 400 mg de Sofosbuvir.
Ledipasvir/sofosbuvir fue desarrollado por la compañía farmacéutica Gilead Sciences y comercializada en octubre de 2014. Tomado diariamente durante 8-12 semanas, proporciona tasas de curación del 94% al 99% en las personas infectadas con el genotipo 1 (la forma más común de la hepatitis C en los EE. UU. y algunos países europeos), independientemente de la presencia o ausencia de cirrosis hepática o tratamiento no exitoso previo.

También se ha evaluado para el tratamiento de la infección con otros genotipos de la hepatitis C, y ha demostrado resultados prometedores en los genotipos 3 y 4.
El genérico de la asociación Ledipasvir/Sofosbuvir está disponible en Argelia y fue desarrollado por la compañía farmacéutica de genéricos, BEKER Laboratoires. Este tratamiento como el de Harvoni(R) es de doce semanas con una eficacia demostrada de 95%.
Los pacientes con Hepatitis C tienen acceso a este tratamiento a través de los centros de tratamiento. Une plataforma asignada a la hepatitis C esta a la disposición de los pacientes para conocer más a los productos y dar acceso a los pacientes que no viven en Argelia.